# Cephalosphen collarti
Cephalosphen collarti är en tvåvingeart som beskrevs av Verbeke 1951. Cephalosphen collarti ingår i släktet Cephalosphen och familjen skridflugor.
Artens utbredningsområde är Kongo. Inga underarter finns listade i Catalogue of Life.